# Equació de Riccati
En matemàtiques, una equació de Riccati és qualsevol equació diferencial de la forma:
{\displaystyle y'=q_{0}(x)+q_{1}(x)\,y+q_{2}(x)\,y^{2}}
on q0, q1 i q₂ són funcions reals, sovint escollides de forma que siguin contínues en un mateix intèrval. L'equació rep el nom el matemàtic italià Jacopo Francesco Riccati (1676-1754), qui el 1720 la presentà, en una forma lleugerament diferent, al seu amic Giovanni Rizzetti.
L'equació de Riccati no es pot tractar per les tècniques elementals de solució d'equacions diferencials. El procediment de solució és el següent. Si es pot trobar una solució particular y1, la solució general serà
{\displaystyle y=y_{1}+u\,}
I ara, substituint
{\displaystyle y_{1}+u\,}
a l'equació de Riccati s'obté:
{\displaystyle y_{1}'+u'=q_{0}+q_{1}\cdot (y_{1}+u)+q_{2}\cdot (y_{1}+u)^{2}}
i com
{\displaystyle y_{1}'=q_{0}+q_{1}\,y_{1}+q_{2}\,y_{1}^{2}}
{\displaystyle u'=q_{1}\,u+2\,q_{2}\,y_{1}\,u+q_{2}\,u^{2}}
o
{\displaystyle u'-(q_{1}+2\,q_{2}\,y_{1})\,u=q_{2}\,u^{2},}
que és una equació diferencial de Bernoulli. Malauradament, y1 s'ha de trobar fent alguna suposició. La substitució necessària per solucionar aquesta equació de Bernoulli és
{\displaystyle z=u^{1-2}={\frac {1}{u}}}
I substituint
{\displaystyle y=y_{1}+{\frac {1}{z}}}
directament a l'equació de Riccati, obtenim l'equació lineal:
{\displaystyle z'+(q_{1}+2\,q_{2}\,y_{1})\,z=-q_{2}}
Llavors la solució general de l'equació de Riccati es pot escriure com
{\displaystyle y=y_{1}+{\frac {1}{z}}}
on z és la solució general de l'equació lineal anterior.